# Litava (Slowakei)
Litava (ungarisch Litva – bis 1892 Litava) ist eine Gemeinde in der Mitte der Slowakei mit 727 Einwohnern (Stand 31. Dezember 2024), die im Okres Krupina, einem Kreis des Banskobystrický kraj  liegt.

## Geographie
Die Gemeinde befindet sich in der Hochebene Krupinská planina im Tal des Flüsschens Litava. Das 22,125 km² große Gemeindegebiet ist hügelig. Das Ortszentrum liegt auf einer Höhe von 420 m n.m. und ist 16 Kilometer von Krupina entfernt.
Offiziell hat die Gemeinde keine Ortsteile, dennoch befinden sich im Gemeindegebiet mehrere Einzelhöfe (slowakisch regional lazy).
Nachbargemeinden sind Lackov im Norden, Sucháň im Osten, auf einem kurzen Stück Horné Plachtince und Čebovce im Südosten, Cerovo im Süden, Trpín im Westen und Zemiansky Vrbovok im Nordwesten.

## Geschichte
Der Ort wurde zum ersten Mal 1135 als Lytua schriftlich erwähnt. Dank der alten Kapelle und später der Kirche und der Pfarrei war das Dorf ein kleines kulturelles Zentrum der Gegend. Es gehörte zum Herrschaftsgut der Burg Bzovík, im 13. Jahrhundert teilweise dem Geschlecht Litvay. Im 15. Jahrhundert gab es hier eine Mautstelle, 1496 ist eine Mühle erwähnt. Während der ständischen Aufstände von Thököly und Rákóczi wurde Litava verwüstet. 1828 zählte man 108 Häuser und 650 Einwohner, die in Forst- und Landwirtschaft sowie Schafhaltung beschäftigt waren.
Bis 1918 gehörte der im Komitat Hont liegende Ort zum Königreich Ungarn und kam danach zur Tschechoslowakei beziehungsweise heute Slowakei.

## Bevölkerung
| Jahr                | 1994 | 2004    | 2014    | 2024    |
| ------------------- | ---- | ------- | ------- | ------- |
| Anzahl der Personen | 822  | 809     | 768     | 727     |
| Unterschied         |      | −1,58 % | −5,06 % | −5,33 % |

| Jahr                | 2023 | 2024    |
| ------------------- | ---- | ------- |
| Anzahl der Personen | 738  | 727     |
| Unterschied         |      | −1,49 % |

Gemäß der Volkszählung 2011 wohnten in Litava 782 Einwohner, davon 754 Slowaken und je ein Magyare und Tscheche. 26 Einwohner machten keine Angabe. 731 Einwohner gehörten zur römisch-katholischen Kirche, zehn Einwohner zur griechisch-katholischen Kirche, drei Einwohner zur evangelistischen Kirche und 14 Einwohner zur evangelischen Kirche A. B. Neun Einwohner waren konfessionslos und bei 29 Einwohnern wurde die Konfession nicht ermittelt.
Ergebnisse nach der Volkszählung 2001 (818 Einwohner):
| Nach Ethnie: - 94,01 % Slowaken - 4,03 % Roma - 0,12 % Tschechen | Nach Konfession: - 94,25 % römisch-katholisch - 2,20 % konfessionslos - 1,96 % keine Angabe - 1,59 % evangelisch |

## Bauwerke
- römisch-katholische Margaretakirche im gotischen Stil aus den Jahren 1320–1340, 1786–1790 um ein neues Schiff im Barockstil ergänzt